# Nikolái Lipkin
Nikolai Nikolayevich Lipkin –en ruso, Николай Николаевич Липкин– (Kasímov, URSS, 20 de mayo de 1985) es un deportista ruso que compite en piragüismo en la modalidad de aguas tranquilas.
Ganó 12 medallas en el Campeonato Mundial de Piragüismo entre los años 2005 y 2014, y 10 medallas en el Campeonato Europeo de Piragüismo entre los años 2005 y 2013.

## Palmarés internacional
| Campeonato Mundial | Campeonato Mundial          | Campeonato Mundial | Campeonato Mundial |
| Año                | Lugar                       | Medalla            | Competición        |
| ------------------ | --------------------------- | ------------------ | ------------------ |
| 2005               | Zagreb (Croacia)            | Medalla de oro     | C2 200 m           |
| 2006               | Szeged (Hungría)            | Medalla de oro     | C1 200 m           |
| 2007               | Duisburgo (Alemania)        | Medalla de plata   | C4 200 m           |
| 2009               | Dartmouth (Canadá)          | Medalla de oro     | C1 4 × 200 m       |
| 2009               | Dartmouth (Canadá)          | Medalla de plata   | C1 200 m           |
| 2009               | Dartmouth (Canadá)          | Medalla de plata   | C1 500 m           |
| 2009               | Dartmouth (Canadá)          | Medalla de plata   | C4 200 m           |
| 2009               | Dartmouth (Canadá)          | Medalla de bronce  | C2 1000 m          |
| 2010               | Poznań (Polonia)            | Medalla de oro     | C1 4 × 200 m       |
| 2011               | Szeged (Hungría)            | Medalla de plata   | C2 200 m           |
| 2013               | Duisburgo (Alemania)        | Medalla de plata   | C2 200 m           |
| 2014               | Moscú (Rusia)               | Medalla de oro     | C1 4 × 200 m       |
| Campeonato Europeo |                             |                    |                    |
| Año                | Lugar                       | Medalla            | Competición        |
| 2005               | Poznań (Polonia)            | Medalla de plata   | C2 200 m           |
| 2007               | Pontevedra (España)         | Medalla de oro     | C4 200 m           |
| 2007               | Pontevedra (España)         | Medalla de plata   | C1 500 m           |
| 2008               | Milán (Italia)              | Medalla de oro     | C1 200 m           |
| 2008               | Milán (Italia)              | Medalla de oro     | C1 500 m           |
| 2008               | Milán (Italia)              | Medalla de oro     | C4 200 m           |
| 2009               | Brandeburgo (Alemania)      | Medalla de oro     | C4 200 m           |
| 2009               | Brandeburgo (Alemania)      | Medalla de oro     | C1 4 × 200 m       |
| 2009               | Brandeburgo (Alemania)      | Medalla de bronce  | C2 1000 m          |
| 2013               | Montemor-o-Velho (Portugal) | Medalla de oro     | C2 200 m           |